# Пам'ятний знак воїнам-землякам, які загинули в роки Другої світової війни (Шманьківці)
Пам'ятний знак воїнам-землякам, які загинули в роки Другої світової війни в Шманьківцях — пам'ятка історії місцевого значення в Україні, охоронний номер 620. Відкритий в 1969 році.
Розташований біля сільського цвинтаря у Шманьківцях Чортківського району Тернопільської області.
Складається із шести плит, на яких викарбувані імена загиблих. По центру розташований хрест і табличка, на якій викарбувано напис: «Односельцям, полеглим у боротьбі з фашизмом. Вічна пам'ять 1941—1945». Позаду розташовано скульптурну композицію «Матір та син».

Скульптурна композиція «Матір та син»
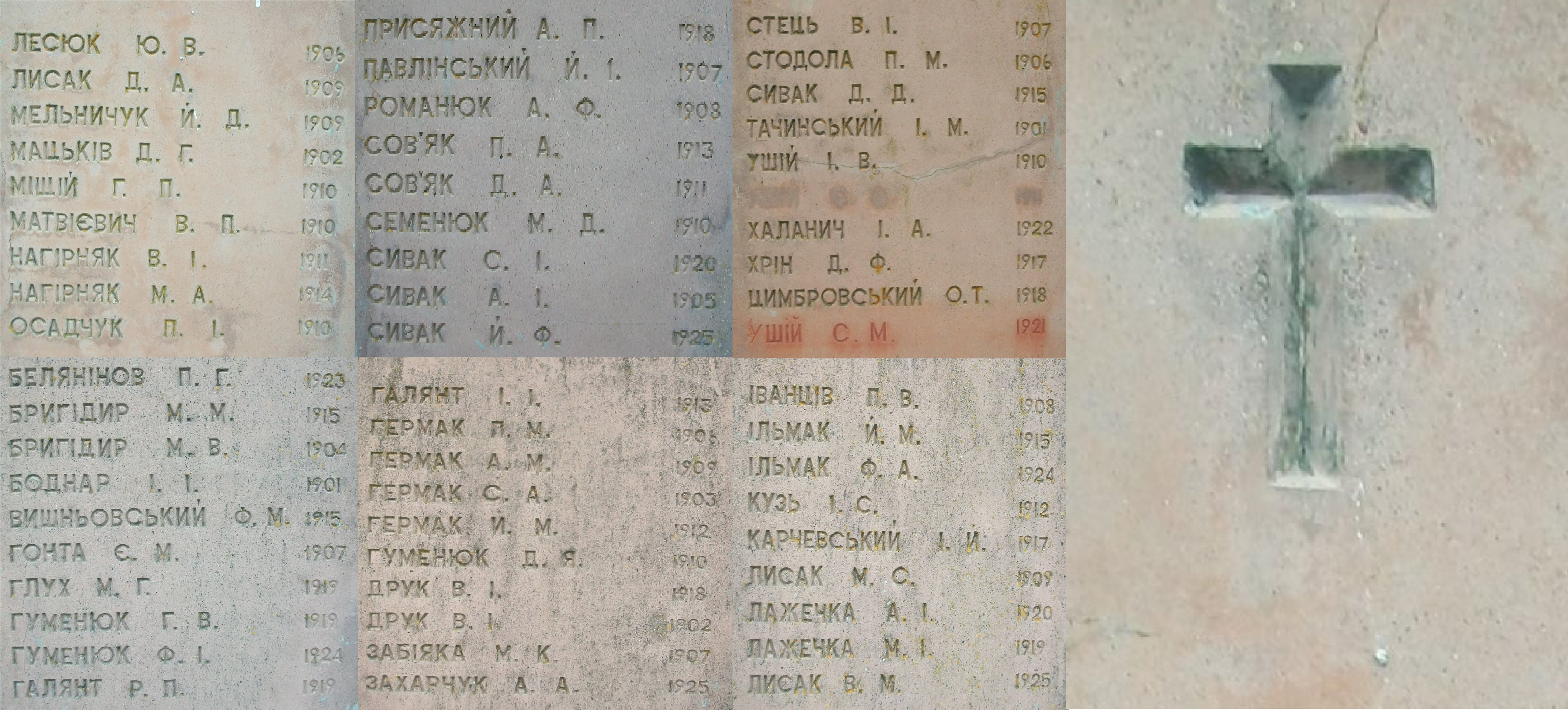
Список імен шманьківчан, які загинули в Другій світовій війні